# Tina Baker
Tina Baker (* 4. května 1958 Coalville, Leicestershire) je anglická spisovatelka, novinářka a instruktorka fitness. Působí jako televizní kritička na BBC a GMTV, je vítězkou Celebrity Fit Club.

## Život a dílo
Pochází z dělnické rodiny, vyrostla v karavanu v hornickém městečku Coalville v Leicestershire. Po studiu angličtiny na University of Sheffield se přestěhovala do Londýna, kde vystudovala žurnalistiku. Působila 30 let jako novinářka a televizní moderátorka, je známá jako kritička mýdlových oper.
Napsala několik románů Call Me Mummy (2021), Nasty Little Cuts (2022), Make Me Clean (2023), What We Did in the Storm (2024). Kniha Make Me Clean byla v roce 2024 přeložena do češtiny pod názvem Očista.
Psala pro různé časopisy, například TV Times, Soaplife, Woman's Own, noviny The Sun, The Mirror a The Mail. Byla činná v rozhlasových stanicích, například BBC Radio Five Live, Radio 2, The Asian Network aj. Vystupovala v televizních programech Coronation Street Secrets, The Good Soap Guide, How Soaps Changed the World aj. Stala se členkou poroty výročních British Soap Awards.
Vlastní společnost Tina Baker Enterprises Limited, produkovala televizní pořady, vymýšlela a řídila fitness dovolené a programy na hubnutí. Účinkovala v seriálech Wacaday (1985), Daytime Live (1987), Turn on Terry (2003).

### Česky vydané knihy
- Očista, 2024 (Make Me Clean, 2023)[10]